# Championnat des îles Caïmans de football 2016-2017
Navigation
Saison précédente Saison suivante
La saison 2016-2017 du Championnat des îles Caïmans de football est la trente-huitième édition de la première division aux Îles Caïmans, nommée CIFA National Premier League. Les huit formations de l'élite sont réunies au sein d'une poule unique où elles s'affrontent trois fois au cours de la saison. Le dernier du classement est relégué tandis que le 7e doit affronter le vice-champion de Division One en barrage de promotion-relégation. 
C'est le club de Bodden Town FC qui remporte la compétition cette saison après avoir terminé en tête du classement final, avec onze points d’avance sur Elite SC. Il s’agit du troisième titre de champion des îles Caïmans de l'histoire du club.

## Qualifications continentales
Le vainqueur du championnat se qualifie pour la phase de poules du championnat des clubs caribéens de la CONCACAF 2018.

## Les clubs participants
- Scholars International
- Roma United SC
- Academy SC
- Elite SC
- Latinos FC - Promu de Division One
- Bodden Town FC
- Sunset FC
- Cayman Athletic SC

## Compétition
Le barème de points servant à établir le classement se décompose ainsi :
- Victoire : 3 points
- Match nul : 1 point
- Défaite : 0 point

### Classement
| Rang | Équipe                  | Pts | J  | G  | N | P  | Bp | Bc | Diff |
| ---- | ----------------------- | --- | -- | -- | - | -- | -- | -- | ---- |
| 1    | Bodden Town FC          | 47  | 21 | 15 | 2 | 4  | 33 | 21 | +12  |
| 2    | Elite SCC               | 36  | 21 | 10 | 6 | 5  | 39 | 24 | +15  |
| 3    | Scholars InternationalT | 31  | 21 | 8  | 7 | 6  | 29 | 16 | +13  |
| 4    | Academy SC              | 31  | 21 | 9  | 4 | 8  | 28 | 29 | -1   |
| 5    | Latinos FCP             | 24  | 21 | 5  | 9 | 7  | 27 | 27 | 0    |
| 6    | Roma United SC -3       | 24  | 21 | 8  | 3 | 10 | 28 | 31 | -3   |
| 7    | Sunset FC               | 22  | 21 | 7  | 1 | 13 | 26 | 45 | -19  |
| 8    | Cayman Athletic SC      | 16  | 21 | 4  | 4 | 13 | 22 | 39 | -17  |

|  | Qualification pour le Caribbean Amateur Club Championship 2018                           |
|  | Participation au barrage de promotion-relégation                                         |
|  | Relégation en Division One                                                               |
|  | T : Tenant du titre C : Vainqueur de la Coupe des îles Caïmans P : Promu de Division One |

### Résultats

#### Barrage de promotion-relégation
Le 7e de Premier League, Sunset FC, rencontre le vice-champion de Division One, Cayman Brac FC pour se disputer la dernière place pour le championnat de première division de la saison suivante, le 3 juin 2017. Sunset remporte le barrage sur le score de cinq buts à zéro et se maintient en première division.

## Bilan de la saison
| Championnat des îles Caïmans de football 2016-2017  |                                                                                             |
| Champion                                            | Bodden Town FC (3e titre)                                                                   |
| Coupes et trophées                                  |                                                                                             |
| Vainqueur de la Coupe des îles Caïmans 2016-2017    | Bodden Town FC                                                                              |
| Qualifications continentales                        |                                                                                             |
| Championnat des clubs caribéens de la CONCACAF 2018 | Bodden Town FC                                                                              |
| Promotions et relégations                           |                                                                                             |
| Promus en CIFA National Premier League              | George Town SC Cayman Brac FC Future SC North Side SC East End United FC Savannah Tigers FC |
| Relégués en Division One                            | pas de relégation                                                                           |